# Розенберг, Давид Иохелевич
Давид Иохелевич Розенберг (15 [27] ноября 1879 года — 17 февраля 1950 года) — советский экономист. Профессор МГУ (1931), член-корреспондент АН СССР (1939).

## Биография
Давид Иохелевич Розенберг родился 27 ноября 1879 года в местечке Шатейкяй Ковенской губернии (Плунгянский район Литвы). Имел еврейское религиозное образование — в еврейских благотворительных религиозных школах. С 16 лет давал частные уроки древнееврейского и разговорно-еврейского языков.
С 1902 года Д. И. Розенберг, переехав в Одессу учил русский язык, пытался окончить экстерном гимназию.

### Член Бунда и меньшевик
В 1904 году вступил в еврейскую социалистическую партию «Бунд».
В 1914 году был арестован в Одессе, сослан в Нарымский край. В январе 1917 года в числе других политических ссыльных был мобилизован в армию и зачислен в запасной полк Томского гарнизона. В марте 1917 принял участие в учреждении Томской организации Бунда. В мае 1917 был избран в исполнительный комитет Совета солдатских депутатов Томского гарнизона и в комитет Томской организации РСДРП, в котором до осени 1917 сосуществовали большевики и меньшевики. В конце сентября 1917 был избран в Томскую городскую думу по списку местной организации РСДРП. Был кандидатом от меньшевиков в депутаты Всероссийского Учредительного собрания, избран не был.
До октября 1918 был членом редколлегии и автором в меньшевистской газете «Заря». С 21 июня 1918 до 31 марта 1919 возглавлял орган Томской губернской земской управы «Народная газета». В июле 1919 был вновь избран в Томскую городскую думу.

### Большевик, красный профессор
После установления советской власти в Томске в декабре 1919 стал сближаться с большевиками, в феврале 1920 был принят в ряды РКП(б). В мае 1920 был избран в Томский совет рабочих и красноармейских депутатов и стал членом бюро Томского губернского комитета РКП(б). Не позднее августа 1920 года по ходатайству Сибирского бюро ЦК ВКП(б) уехал в Омск, где читал лекции в Омском комвузе по политической экономике, одновременно работал в журналах «Сибполитпуть» (1920—1921), «Производственный пропагандист» (1921—1922); газету «Рабочий путь» (1922—1923).
С 1923 года, переехав в Москву, читал лекции по политической экономии в Академии коммунистического воспитания им. Н. К. Крупской. С 1926 года — профессор политической экономии академии.
В 1931—1937 годах работал в Экономическом институте красной профессуры, в 1936—1950 годах — в Институте экономики АН СССР, в 1937—1941 и 1943—1950 годах работал на экономическом факультета Московского университета. В 1939 году избран членом-корреспондентом АН СССР.
С 1941 по 1943 годы — профессор Казанского университета, с 1945 по 1948 годы — старший научный сотрудник Института Маркса-Энгельса-Ленина при ЦК ВКП(б).
Область научных интересов: марксистско-ленинский этап политической экономии. Работы переведены на болгарский, польский, немецкий, таджикский и китайский языки.
В личном листке по учёту кадров в графе «образование» писал: «самоучка», «высшее образование получил путём самообразования».
Сыновья Иосиф и Рувим с началом войны вступили в Московское народное ополчение и погибли на фронте.
Скончался 17 февраля 1950 года в Москве. Похоронен на Новодевичьем кладбище.

## Награды и звания
- орден Трудового Красного Знамени (10.06.1945)

## Труды
- «Классовая борьба» (1921)
- «История политической экономии» (Ч. 1—3, 1934—1936)
- «История экономических учений». Лекции читанные в Плановом Институте им. Кржижановского и подготовленные к печати в Институте Экономики Академии Наук СССР. М. Изд. Военно-Полит. Ак. РККА. 1940г
- «Очерки развития экономического учения Маркса и Энгельса в сороковые годы XIX века» (1954)
- «Комментарии к первому тому „Капитала“ К. Маркса» (1931)
- «Комментарии ко второму и третьему томам „Капитала“ К. Маркса» (1961)